# Adalbert Rinck von Starck

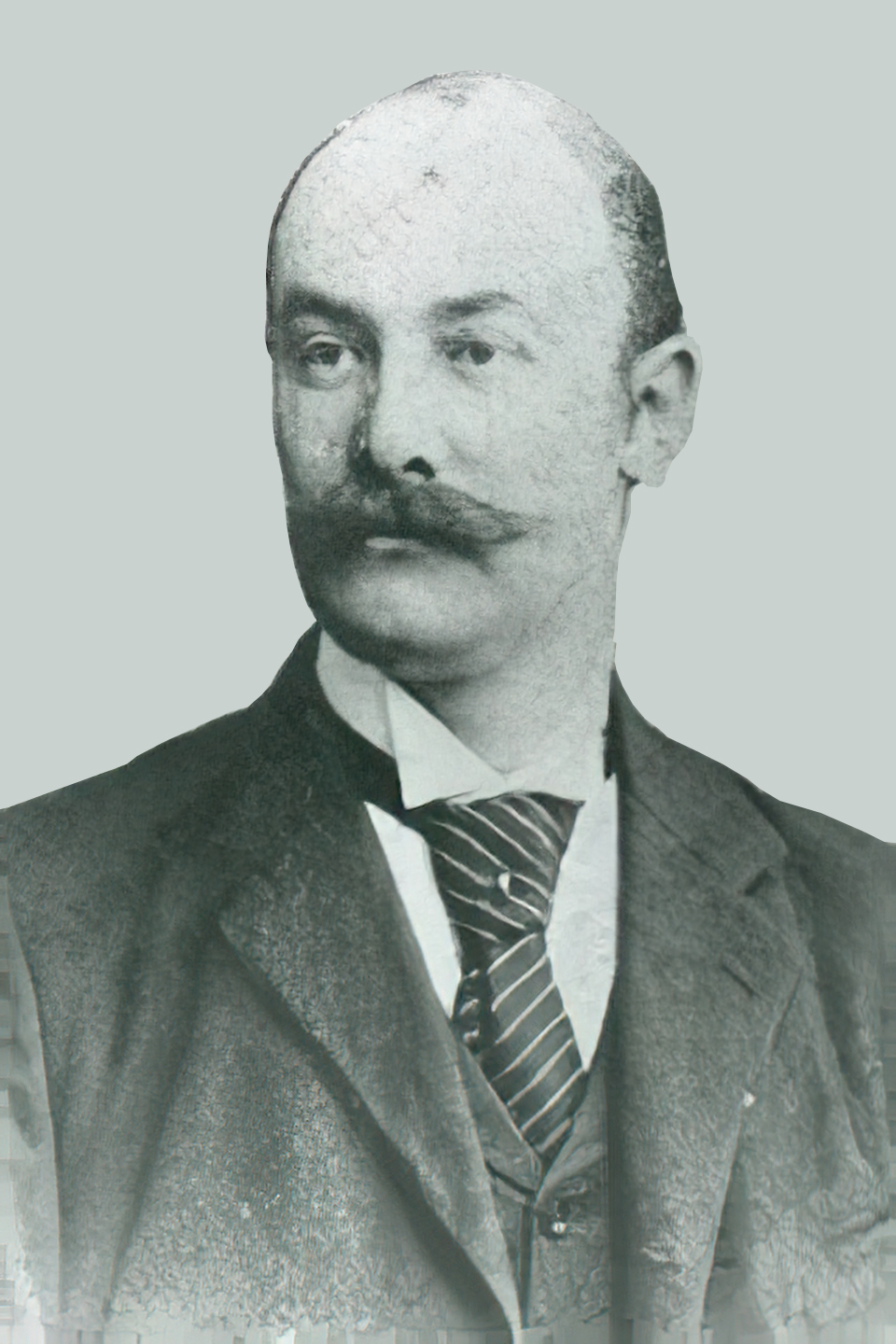
Adalbert Rinck von Starck

Adalbert Karl Ludwig Julius Rinck genannt Freiherr von Starck (* 9. Mai 1865 in Offenbach am Main; † 21. Februar 1916 in Wiesbaden) war Kreisrat im Kreis Erbach.

## Familie
Seine Eltern waren Philipp August Gustav Julius Rinck gen. Freiherr von Starck (1825–1910), Präsident des Gesamtministeriums (Ministerpräsident) des Regierung des Großherzogtums Hessen und Marie Sophie Wilhelmine, geborene Faber (1829–1900).
Adalbert Rinck von Starck heiratete 1889 Louise (Lilly) Buderus (1869–1830), Tochter des Industriellen Hugo Buderus (1841–1907), und von Luise von Bavier (1845–1874). Die Familie war evangelisch. Aus der Ehe gingen hervor:
- Julius Wilhelm Anton Hans Reinhard Hugo (1891–1963), Rittmeister
- Elisabeth (1894–1965), heiratet in erster Ehe 1917 Friedrich Freiherr von Berchem, in zweiter Ehe 1933 Theodor Zaubzer, Diplom-Landwirt und Korvettenkapitän
- Marie-Louise (* 1897), heiratet 1918 Ludwig Haus-Seuffert (1885–1951), Major[1]

## Karriere
Adalbert Rinck von Starck studierte Rechtswissenschaft und war anschließend Gerichtsakzessist. Er wechselte dann aus dem Justizdienst in die Verwaltung und wurde 1895 Regierungsassessor und Kabinettssekretär. 1896 wechselte er als Amtmann zum Kreis Mainz und 1897 zum Kreis Offenbach. Ab 1899 arbeitete er als Ministerialsekretär im Ministerium des Innern, ab 1901 als „Ständiger Hilfsarbeiter“. 1902 erhielt er die Beförderung zum Regierungsrat. 1905 wurde er Stellvertreter des Direktors der Provinz Starkenburg, damals Ludwig von Senarclens-Grancy. 1910 wurde er zum Kreisrat des Kreises Erbach ernannt. 1913 kehrte er in seine vorangegangene Position in der Verwaltung der Provinz Starkenburg zurück.

## Weitere Engagements
- 1888 Hofjunker[1]
- Persönlicher Adjutant des Prinzen Heinrich von Hessen. Dazu erhielt Adalbert Rinck von Starck den militärischen Rang eines Majors.[1]
- 1895 Kammerjunker

## Ehrungen
- 1898 Ritterkreuz II. Klasse des hessischen Ludewigsordens[1]
- 1900 Ehrenkreuz des Verdienstordens Philipps des Großmütigen[1]
- 1908 Ritterkreuz I. Klasse des Verdienstordens Philipps des Großmütigen[1][Anm. 1]
- 1909 Kommandeurkreuz II. Klasse des Ordens vom Zähringer Löwen[1]
- 1913 bayerischer Verdienstorden vom Heiligen Michael III. Klasse[1]
- 1913 Verleihung des Dienstehrenzeichens für 25 Hofdienstjahre in Gold[1]